# 3-й военный округ (вермахт)
3-й военный округ, III военный округ (нем. Wehrkreis III) — военно-административное формирование (военный округ) вооружённых сил нацистской Германии. 

## История
7 номерных округов (нем. Wehrkreis) времён Веймарской республики после прихода нацистов к власти были реорганизованы в 13. III Военный округ образован на основе 3-го дивизионного округа рейхсвера 1 октября 1934 года, центр — Берлин-Груневальд. Подчинялся 1-му армейскому командованию с центром в Берлине. Первоначально располагался на территории провинций Бранденбург и Силезия. Первые соединения 3-го округа были созданы путём развёртывания 3-й пехотной дивизии рейхсвера — 3-я, 8-я и 18-я пехотные дивизии. В 1935 году территория Силезии отошла к вновь сформированному 8-му военному округу вместе с 8-й и 18-й дивизиями. В 1935—1939 годах округ контролировал две пехотных дивизии — 3-я и 23-я. Командованию округа подчинялись инспекции комплектования в Берлине, Франкфурте-на-Одере и Потсдаме. В связи с Судетским кризисом 1938 года из штаба округа был выделен штаб 3-го армейского корпуса, по его окончании разделение упразднено. В августе 1939 года при подготовке вторжения в Польшу управление округа и корпуса вновь разделено. В годы Второй мировой войны округ подготовил около двадцати дивизий для вермахта. Прекратил существование после занятия провинции Бранденбург советскими войсками в мае 1945 года.

## Командующие после разделения штабов округа и корпуса
- Генерал кавалерии Франц Фрайхерр фон Дальвигк зу Лихтенфельс (на 1 сентября 1939 г.)
- Генерал пехоты Йоахим Кортцфлайш (с 28 февраля 1943 г.)
- Генерал танковых войск Бруно Риттер фон Хауэншильд (с 24 января 1945 г.)
- Генерал инженерных войск Вальтер Кунтце (с 15 марта 1945 г.)